# Hemiodus sterni
Hemiodus sterni är en fiskart som först beskrevs av Géry, 1964.  Hemiodus sterni ingår i släktet Hemiodus och familjen Hemiodontidae. Inga underarter finns listade i Catalogue of Life.